# José Vicente Ortuño
José Vicente Ortuño (* 9. September 1935 in Albacete; † 1998) war ein spanischer Autor.

## Leben
Sein berühmtestes Buch ist seine Autobiographie Mein Gefährte ist das Messer. Es erschien 1972 im Verlag Fritz Molden  in Deutschland. Im französischen Original lautet der Titel Les Racines amères (Die bitteren Wurzeln). In Spanien selbst erschien das Buch erst 1980 nach dem Ende des Franco-Regimes.
Dieses Buch beschreibt seine Lebensgeschichte und das Verhältnis zu seiner Familie in den Wirren nach dem spanischen Bürgerkrieg. Besonders die familiären Abgründe zwischen politischen und sozialen Konflikten und eine seit seiner Kindheit herrschende Gewalt dominierten sein Leben. Er sagt von sich deshalb in dem Buch: „Ich habe keine andere Familie als meine Rache und keinen anderen Gefährten als mein Messer.“ Ein dramatisches Kapitel bildet darin seine Flucht ins französische Exil.
Als Individuum wurde er in Frankreich dann maßgeblich durch die Fremdenlegion geprägt. Seine Erfahrungen dort beschreibt er in seinem zweiten Buch Legion der Verlorenen.

## Deutschsprachige Übersetzungen
- Mein Gefährte ist das Messer. Molden, Wien; München; Zürich 1972, ISBN 3-217-00453-1
  - Taschenbuchausgabe: dtv, München 1981, ISBN 978-3-423-01002-3
- Legion der Verlorenen. Molden, Wien; München; Zürich 1973, ISBN 3-217-00481-7